# ضيق الصدر

القلب المكسور (بالإنجليزية: broken heart)‏ ويُعرف أيضًا باسم انفطار القلب (بالإنجليزية: heartbreak) أو كرب القلب (بالإنجليزية: heartache) هو تعبير مجازي عن شدة الإجهاد أو الألم العاطفي -والجسدي في بعض الأحيان- التي يتعرض لها المرء نتيجة للحسرة الشديدة والعميقة. ينتشر هذا المفهوم عبر العديد من الثقافات، كثيرًا ما يُستخدم عند الإشارة إلى عاشق مرغوب فيه أو مفقود.
يمكن للحب الرومانسي الفاشل أن يكون أمرًا غاية في الألم، وقد يستسلم الذين يعانون من القلب المكسور للاكتئاب والقلق، وفي حالات أكثر شدة يؤدي إلى ما يُعرف باضطراب الكرب التالي للصدمة النفسية.

## علم وظائف الأعضاء
يُعتقد أن الألم الشديد الناتج عن انفطار القلب جزء من غريزة البقاء. يستخدم «نظام التعلق الاجتماعي» أو «نظام الألم» لتشجيع البشر على الحفاظ على علاقاتهم الاجتماعية الوثيقة من خلال التسبب في الألم عندما تفقد هذه العلاقات. اقترح عالما علم النفس غيوف ماكدونالد من جامعة كوينزلاند، ومارك ليري من جامعة ويك فورست في عام 2005 تطور آليات استجابات الآلام الجسدية والعاطفية على حد سواء، ويجادلان بأن هذه التعابير «أكثر من مجرد تعبير مجازي». يُعتقد أن المفهوم منتشر على نطاق عالمي، إذ تستخدم ثقافات عديدة نفس الكلمات لوصف الألم الجسدي والمشاعر المرتبطة بفقدان علاقة.
لا تُعرف العملية العصبية التي ينطوي عليها إدراك وجود كرب القلب، ولكن يُعتقد أنها تنطوي على التَّلفيف الحزاميّ الأمامي للدماغ، الذي قد يفرط -أثناء الإجهاد- في تحفيز العَصب المبهم، ما يسبب الألم أو الغثيان أو تشنج عضلات الصدر. أظهرت الأبحاث التي أجراها نعومي أيزنبرغر وماثيو ليبرمان من جامعة كاليفورنيا في عام 2008 أن الشعور بالرفض مرتبط بتنشيط منطقتي: التَّلْفِيْفُ الحِزَامِيُّ الأمامي الظَّهْرانِيّ، وقشرة الفص الجبهي الأمامي للبطين الأيمن، وهما منطقتان ثبت أنهما مشاركتان في التعامل مع الألم، بما في ذلك التعاطف مع الألم الذي يعاني منه الآخرون. تحدث نفس الباحثون عن تأثير الإجهاد الاجتماعي على القلب، وتأثير الشخصية في الإحساس بالألم.
أظهرت دراسة أُجريت في عام 2011 أن نفس مناطق الدماغ التي تصبح نشطة في الاستجابة للتجارب الحسية المؤلمة تُنشَّط أثناء الرفض الاجتماعي الشديد أو الخسارة الاجتماعية بشكل عام. يقول الاختصاصي في علم النفس الاجتماعي إيثان كروس من جامعة ميشيغان -والذي شارك بنصيب كبير في إعداد الدراسة- «إن هذه النتائج تعطي معنى جديدًا لفكرة أنه الرفض الاجتماعي أمر يؤدي إلى إيذاء نفسي». يتضمن البحث القشرة الحسية الجسدية الثانوية وفص جزيري الظَّهْرِانيّ الخَلْفيّ.

## علم النفس

### حُزْن غَيرُ مُصْحوبٍ بمُضَاعَفَات
بالنسبة إلى المهجورين (أو الثكلى)، سيصلون في رحلتهم عبر الحزن في النهاية إلى مستوى مقبول من التكيُّف مع الحياة حتى في عدم وجود الشخص الذي يحبونه. يفترض نموذج كيوبلر روس أن هناك خمس مراحل من الحزن بعد فقدان شخص محبوب: الإنكار، والغضب، والمساومة، والاكتئاب، والتقبل. رغم أن من المسلّم به أن المتروكين يمرون بفترة «اِخْدِرار» في البداية تؤدي إلى الاكتئاب ثم يودي بهم المطاف في النهاية إلى التجديد والتعافي، فإن معظم اختصاصيي الحزن الحاليين يعترفون بأن تجارب الحزن المتنوعة والمتقلبة تختلف اختلافًا كبيرًا من ناحية الشدة والطول فيما بين المجموعات الثقافية، فرديًا من شخص إلى آخر، وكذلك بحسب مقدار الاستثمار في العلاقة.
غالبًا ما يكون الاجترار النفسي (غَلَبة الأفكار أو التفكير الوسواسي أو التأمل المفرط)، أو الوجود المستمر للأفكار المتداخلة، أمرًا منفلتًا مُقلقًا خارجًا عن سيطرة الفرد، وغالبًا ما يكون أحد العوامل المسببة للحزن. يدور المفهوم الذي تبناه جون بولبي للبحث عن الشيء المفقود حول القلق والإحباط المتزايد؛ إذ يظل المهجور تائهًا، وغالبًا ما يفتقد ما تركه الراحلون من ذكريات، وربما يرى تصورات عابرة لزيارات طيفية يقوم بها الفرد المفقود. عندما تنطوي الخسارة على «الهجر من قِبل أحدهم» أو «الحب من طرف واحد»، فإنه بالإضافة لما ذُكر أعلاه، تكون عملية الاجترار العقلي هذه مصحوبة بأفكار وسواسية بشأن الأسباب التي أدت إلى فشل العلاقة وما يمكن عمله لإعادة الوصال مع الشخص المفقود، وتكون هذه الأفكار مستحوذة على عقل الفرد. في حال شملت العلاقة نوعًا من أنواع الرفض، فهناك احتمالية لتواجد الشعور بالخزي، وهو شعور مؤلم يجعل المرء يحس بأنه غير مقبول، ومنبُوْذ، وغير مستحق.
تشمل العلامات الجسدية للشعور بالحزن ما يلي:
1. الإنْهاك، وضعف العضلات وتشنجها، وآلام في الجسد، والتَّمَلْمُل القَلِق (الضَجِر)، والخمول وانعدام الطاقة.
2. الأرق، أو النوم المفرط، والأحلام المزعجة.
3. فقدان الشهية، أو الإفراط في الأكل، أو الغثيان، أو «تجويف المعدة»، أو عسر الهضم، أو اضطرابات الأمعاء، مثل: الإسهال، أو الزيادة المفرطة في الوزن أو الخسارة الزائدة في الوزن.
4. الصداع، أو ضيق التنفس، أو الآلام التي تنتج عن الشعور بغصة في الصدر، أو الإحساس بضيق أو ثقل في الحلق.

### الاكتئاب
يعد القلب المكسور أحد محفزات الضغط الرئيسية، تبين أنه يتسبَّب بحدوث نوبات من الاكتئاب الشديد. في أحد الأبحاث التي استطرقت إلى دراسة الحالة النفسية عند وفاة أحد الزوجين، عانى أربعة وعشرون بالمئة من الأرامل من الاكتئاب لمدة شهرين، وثلاثة وعشرون بالمئة لمدة سبعة أشهر، وستة عشر بالمئة لمدة ثلاثة عشر شهرًا، وأربعة عشر بالمئة لمدة خمسة وعشرين شهرًا.
على الرغم من وجود أعراض مُتراكبة (متداخلة) بين الحزن غير المصحوب بمضاعفات ونوبات الاضطراب الاكتئابي، يمكن التمييز بينهما. غالبًا ما يكون الاكتئاب الرئيس أكثر انتشارًا، ويتصف بوجود صعوبة كبيرة في الإحساس بأي مشاعر إيجابية، أو أي مشاعر تعزز الثقة بالنفس. يتألف الاكتئاب الرئيس من مجموعة معروفة ومستقرة من الأعراض المضعِفة للعزيمة والموهنة للقوة، والتي يصاحبها مزاج سيء مستمر طويل الأمد، يميل أيضًا إلى أن يكون مستديمًا، ومرتبطًا بعدم القدرة على العمل وتأدية المهمات الاجتماعية والوظائف المناعية الباثولوجية، وغير ذلك من التغيرات العصبية الحيوية، إن لم يُعالج.
عند تفكك العلاقات، ربما يوجه المهجورون غضبهم نحو أنفسهم في صورة رفض للذات. يمكن أن يزيد هذا الأمر من اكتئابهم، ويتسبب بإصابتهم بالنرجسية. قد تتراوح عملية الهجوم على الذات تلك بين الشك في الذات بشكل معتدل، إلى الاتهام العكسي اللاذع للذات، وهو ما يترك أثرًا دائمًا على تقدير الأشخاص لذواتهم، ويودي بهم إلى التشكك في حبهم، وفعاليتهم الشخصية، ومدى قدرتهم على المضي قدمًا.

### الصدمة النفسية
في الحالات شديدة السوء، يمكن لاكتئاب القلب المكسور أن يخلق نوعًا مستديمًا من الإجهاد، ما قد يشكل صدمة عاطفية ربما تكون شديدة بما يكفي لترك أثر عاطفي على الأداء النَفْسِيّ البَيُولُوجِيّ للأشخاص، ما يؤثر على خياراتهم المستقبلية، وعلى استجابتهم فيما بعد للرفض أو الفقد أو الانفصال. من بين العوامل التي تسهم في هذا الأمر الذي يؤدي إلى الصدمات النفسية هو أن «هجرك من قِبل أحدهم» من الممكن أن يؤدي إلى ما يدعونه خوف الترك البدائي، وهو خوف الشخص من أن يُترك بدون وجود أي شخص آخر يرعى احتياجاته الحيوية.
قد يعاني المهجورون أيضًا من الإجهاد الشديد الناجم عن العجز. إذا حاولوا تكرارًا إرغام الشخص الذي يحبونه على العودة ولم ينجحوا، يشعرون بالعجز وعدم كفائتهم لفعل هذا. يمكن للشعور «بمحدودية القدرة» أن يخلق تصدّعًا داخل النفس جاعلًا الشخص عرضة للاستجابات العاطفية شديدة الحساسية في إطار علاقاته الأساسية.